# Vostok (eiland)
Vostok (Engels: Vostok Island) is een onbewoond koraaleiland in de Grote Oceaan. Het eiland maakt deel uit van de eilandengroep Line-eilanden en behoort tot de republiek Kiribati. 
Vostok is 24 hectare groot. De dichtstbijzijnde eilanden zijn Flint op 158 km in zuidzuidoostelijke richting en Caroline op 230 km in oostelijke richting. Vanwege de geïsoleerde ligging van het eiland en het feit dat er voor schepen geen haven of aanlegsteiger aanwezig is, wordt het eiland zelden bezocht. 

## Geschiedenis
Het eiland werd in 1820 ontdekt door de Russische ontdekkingsreiziger Fabian Gottlieb von Bellingshausen, die het eiland vernoemde naar zijn schip de Vostok, het Russische woord voor "Oost". In de tweede helft van de 19e eeuw werd Vostok opgeëist door een Amerikaan op basis van de Guano Islands Act, een Amerikaanse wet die het mogelijk maakte voor Amerikaanse burgers om eilanden te claimen ten behoeve van de winning van guano. Guano werd er echter nooit gewonnen en het eiland werd een onderdeel van de Britse kolonie Gilbert- en Ellice-eilanden en zo werd het in 1979 een deel van de onafhankelijke republiek Kiribati.